# Papi (cântec)
„Papi” este un cântec al solistei americane Jennifer Lopez. El a fost compus de RedOne pentru cel de-al șaptelea album de studio al lui Lopez, Love?, lansat în prima jumătate a anului 2011. Înregistrarea a fost lansată ca unul dintre discurile promoționale ce anunțau publicarea materialului de proveniență, fiind disponibil spre achiziționare în format digital începând cu data de 17 aprilie 2011 în Statele Unite ale Americii.
Compoziția, o combinație de muzică electronică, latino și rhythm and blues, a fost felicitată de critica de specialitate, fiind adesea considerată drept una dintre cele mai bune înregistrări ale discului Love?. O serie de recenzori au comparat piesa cu șlagărul promovat anterior, „On the Floor”, în timp ce alții au subliniat influențele de muzică latino folosite. Cântecul a făcut parte dintr-o campanie promoțională desfășurată prin intermediul rețelei de socializare Facebook, prin care a fost posibilă achiziționarea compoziției înaintea lansării programate. Secțiunea de început din „Papi” a fost folosită și în videoclipul discului single „I'm Into You”, de pe același album Love?.
La scurt timp de la apariția sa în magazinul virtual iTunes, piesa a început să urce în clasamentele compilate de portalurile Apple, ajungând să ocupe poziții de top 10 în țări precum Finlanda, Mexic, Spania sau Suedia. Drept rezultat, compoziția a debutat într-o serie de ierarhii oficiale, precum în listele naționale ale primului și celui de-al treilea teritoriu, unde s-a clasat pe locul nouă și, respectiv, optsprezece. În mod similar, în Statele Unite ale Americii, cântecul a obținut poziția cu numărul nouăzeci și nouă în Billboard Hot 100, lucru datorat celor peste 27.000 de exemplare comercializate în prima săptămână de la lansare.

## Informații generale
După succesul obținut de „On the Floor” (o colaborarea cu interpretul de muzică rap Pitbull), a fost anunțată lansarea altor înregistrări cu scopul de a promova albumul de proveniență, Love?, acestea fiind „I'm Into You”, „Papi”, „(What Is) Love?”, „Ven a Bailar” (versiunea în limba spaniolă a șlagărului „On the Floor”). Ulterior, primul dintre acestea a fost lansat ca cel de-al doilea single, celelalte rămânând la statutul de discuri promoționale. O mostră de treizeci de secunde a piesei a fost postată pe data de 13 aprilie 2011 în mediul online. Asemeni celor petrecute cu „I'm Into You”, artista a pornit o campanie prin intermediul website-ului de socializare Facebook prin care dacă un număr suficient de fani „plăceau” compoziția, aceasta urma să fie vândută prin intermediul magazinului virtual iTunes înaintea lansării sale programate. Inițiativa s-a bucurat de succes, iar „Papi” a fost disponibil spre cumpărare începând cu data de 17 aprilie 2011, cu două zile înaintea lansării programate (19 aprilie 2011). Acest lucru s-a datorat celor peste 11.000 de fani care au votat compoziția pe pagina indicată de Lopez.
Înregistrarea a fost produsă de RedOne, care s-a ocupat și de compunerea șlagărului „On the Floor”, alături de alte compoziții incluse pe materialul Love?. Coperta oficială a fost publicată în mediul online pe data de 23 martie 2011, în același timp cu imaginea de prezentare a celui de-al doilea single al albumului, „I'm Into You”. Porțiunea introductivă cântecului a fost folosită pentru un scurt moment coregrafic în videoclipul discului single „I'm Into You”. „Papi” a fost inclus atât pe versiunea standard a albumului de proveniență, cât și pe ediția specială a acestuia.

## Compunere și structură muzicală
„Papi” este un cântec dance-pop ce include influențe de muzică electronică, latino și rhythm and blues scris într-o tonalitate minoră, fiind produs de BeatGeak, Jimmy Jokel și RedOne. Ritmul melodiei vocale conține doar câteva sincope, fiind folosit doar câte un acord pe spații mari. Compoziția se bazează pe structuri repetitive, utilizându-se din abundență sintetizatorul. De asemenea, nu există secțiuni instrumentale lungi, apelându-se și la armonii vocale. Suportul vocal este susținut de Lopez și supraînregistrare, iar vocea de acompaniament este asigurată de solistă, Kuk Harrell și Jeanette Olsson. Textul se concentrează în jurul plăcerii protagonistei de a dansa pentru iubitul său. Majoritatea versurilor sunt interpretate în limba engleză, însă sunt incluse și o serie de pasaje în limba spaniolă.

## Recenzii

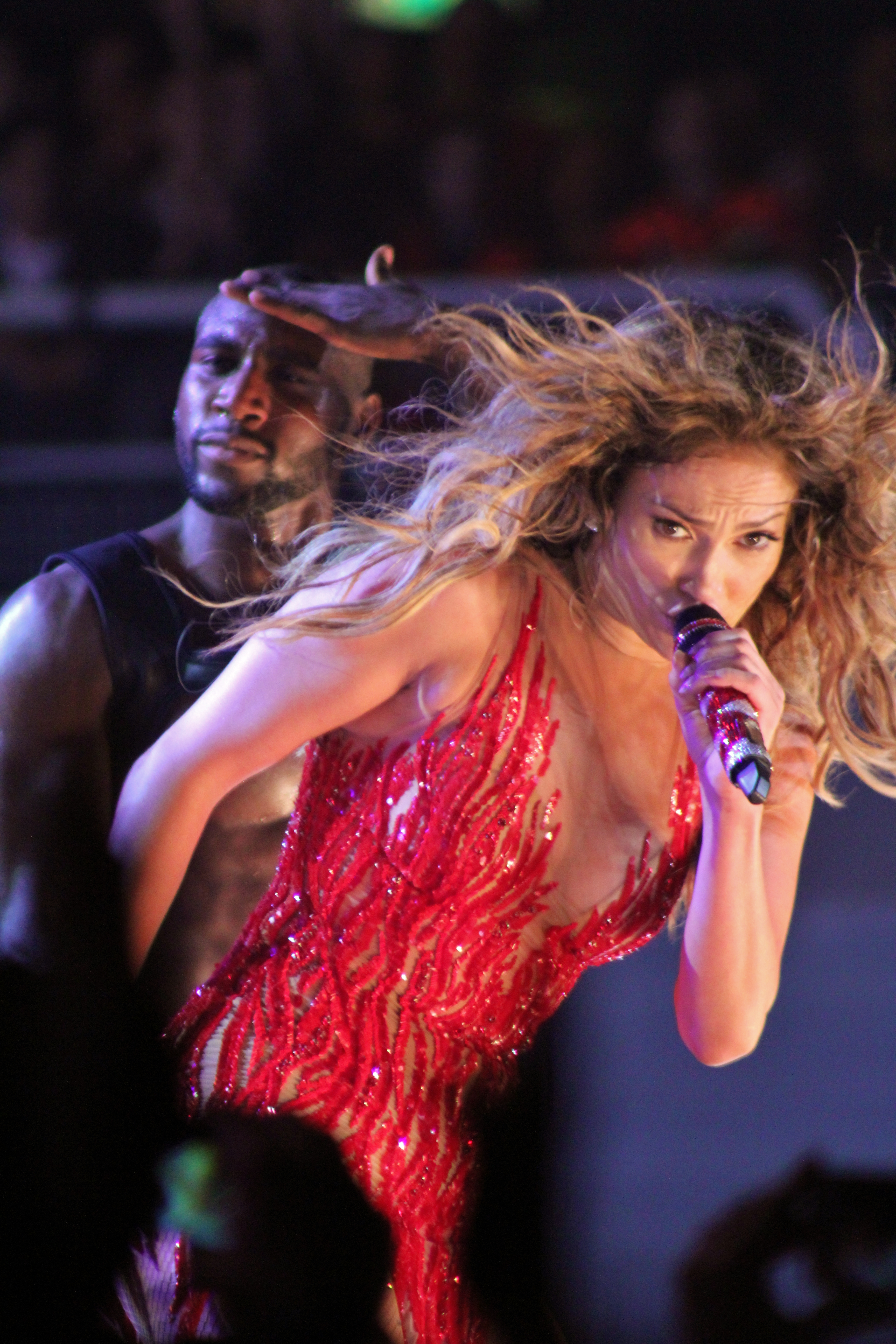
Jennifer Lopez interpretând piesa „Papi” în 2012.

Percepția criticilor asupra înregistrării a fostu una majoritar pozitivă. Alex Macpherson de la BBC Music a fost de părere că atât „Papi”, cât și „On the Floor” reprezintă „distilări aparente ale muzicii [...] house de duzină care domină [industria] pop în zilele de astăzi”. O opinie similară a avut și Sal Cinquemani de la Slant Magazine, care a considerat că solista nu este interesată să realizeze un nou This Is Me... Then (descris drept „cel mai personal album al lui Lopez”), după cum reiese din „europop de duzină fad dar irezistibil precum «Papi» sau «Villian»”. Ed Masley, editor al portalului azcentral.com a descris piesa drept un „cântec dance optimist cu aromă de electro[pop]”. Editorii website-ului Idolator au comparat înregistrarea cu primul extras pe single de pe albumul Love?, apreciind totodată că pentru această compoziție Lopez a renunțat la colaborări, spre deosebire de „On the Floor” și „I'm Into You”. Mai mult, portalul a subliniat faptul că „nu aduce niciun element de noutate”, însă ar avea șansa să obțină același succes precum „On the Floor”. În recenzia albumului Love?, Robert Copsey de la Digital Spy a fost de părere că atât „Papi”, cât și „(What Is) Love?”, „Invading My Mind” și „Hypnotico” „nu sunt ceva ce nu am mai auzit până acum”, însă îl prezintă drept unul dintre cele mai bune cântece de pe material, considerându-l totodată potrivit pentru o lansare separată. De asemenea, Joe Guerra de la The Houston Chronicle a considerat compoziția „cel mai bun moment” al albumului Love?. Monica Herrera de la Billboard a comparat înregistrarea Rihannei cu „Only Girl (In the World)”, catalogând cântecul lui Lopez drept „amuzant, inofensiv și strict pentru fanii latino ai lui Jenny”.
Rick Florino de la Artist Direct a recompensat compoziția cu cinci puncte dintr-un total de cinci, afirmând că „puțini artiști pot pune în mișcare ringurile de dans precum ea, dar prin amestecul de ritmuri house propulsive și arome latino arzătoare, Lopez ne-a adus cea mai sexy piesă de vară”. Acesta a continuat să afirme că artista „captează perfect sound-ul de club chiar înainte ca strofele să înceapă. Vocea lui Lopez pulsează cu o energie proaspătă, arzătoare și concentrată care captivează ascultătorii în mod hipnotic”. Mai mult, recenzorul a felicitat refrenul - care a fost catalogat drept „de neuitat” — adăugând că înregistrări precum „Papi” și „On the Floor” o ajută pe Lopez să domine „undele radio, ringurile de dans și iPod-urile cu un sound care este doar al ei”, concluzionând cu faptul că este solista „este în cea mai bună formă a sa, iar «Papi» și «On the Floor» o dovedesc”.

## Ordinea piselor pe disc
| Nr.                 | Titlul | Durată |
| ------------------- | ------ | ------ |
| Descărcare digitală |        |        |
| 1.                  | „Papi” | 3:40   |

## Prezența în clasamente
La scurt timp de la lansarea sa oficială în mediul online, „Papi” a debutat în ierarhia compilată de magazinul virtual iTunes din Statele Unite ale Americii, ajungând să ocupe poziția cu numărul treizeci și unu. Drept rezultat, înregistrarea a debutat și în ierarhia oficială Billboard Hot 100 pe locul nouăzeci și nouă, devenind cel de-al doilea cântec al albumului Love? ce activează în această listă, după „On the Floor”. Acest lucru s-a datorat celor aproximativ 27.000 de exemplare comercializate prima săptămână completă de disponibilitate. Comparativ cu al doilea single al materialului, „I'm Into You”, „Papi” a înregistrat cu aproape 6.000 de unități mai mult decât predecesorul său într-un interval de timp identic. În mod similar, în Canada, compoziția a debutat pe treapta cu numărul șaizeci și cinci în Canadian Hot 100 și pe poziția a treizeci și șaptea în lista celor mai bine vândute cântece în format digital din această țară. Cu toate acestea, la șapte zile distanță compoziția a părăsit toate cele trei ierarhii.
Piesa s-a bucurat de mai mult succes în unele teritorii europene, ocupând poziții de top 10 în clasamentele iTunes din țări precum Finlanda (unde a obținut locul secund), Spania sau Suedia. În prima regiune, datorită vânzărilor semnificative, „Papi” a debutat pe treapta cu numărul opt în lista celor mai bine vândute descărcări digitale și pe treapta cu numărul nouă în ierarhia oficială a Finlandei. De asemenea, în Spania, compoziția a intrat în clasamentul oficial compilat și publicat de Promusicae pe locul optsprezece, devenind cea mai bună intrare în top a ediției respective. De asemenea, „Papi” s-a clasat pe locuri superioare și în ierarhiile iTunes din Belgia, Danemarca, Elveția, Franța, Grecia, Italia, Luxemburg, Mexic, Noua Zeelandă, Norvegia sau Portugalia.

## Clasamente
| Țară (clasament)                   | Poziție maximă | Referință     |
| ---------------------------------- | -------------- | ------------- |
| Canada (Canadian Digital Top 50)   | 37             | [ 42 ]        |
| Canada (Canadian Hot 100)          | 65             | [ 20 ] [ 45 ] |
| Europa (APC Charts)                | 192            | [ 46 ]        |
| Finlanda (Suomen Virallinen Lista) | 9              | [ 21 ] [ 22 ] |

| Țară (clasament)                         | Poziție maximă | Referință     |
| ---------------------------------------- | -------------- | ------------- |
| Finlanda (Suomen Virallinen Latauslista) | 8              | [ 47 ] [ 48 ] |
| Spania (Promusicae)                      | 18             | [ 23 ] [ 49 ] |
| S.U.A. (Billboard Hot 100)               | 99             | [ 45 ]        |

## Personal
- Sursă:[9]

| - Jim Annunziato — imprimare voce - BeatGeek — compozitor. textier, instrumentalist și programator - Josh Gudwin — imprimare voce - Bilal Hajji — textier - Kuk Harrell — compozitor, voce de acompaniament - Jimmy Joker — producător, textier - AJ Junior — textier | - Nadir „RedOne” Khayat — compozitor, textier, instrumentalist, programator, aranjor și imprimare voce - Jennifer Lopez — voce - Trevor Muzzy — inginer de sunet, compilare - Chris „TEK” O'Ryan — inginer de sunet, imprimare voce - Jeanette Olsson — voce de acompaniament - Geraldo „Teddy Sky” Sandell — textier |

## Datele lansărilor
| Țara          | Data lansării   | Casă de discuri | Format              | Referințe |
| ------------- | --------------- | --------------- | ------------------- | --------- |
| S.U.A.        | 17 aprilie 2011 | Island Records  | descărcare digitală | [ 3 ]     |
| Australia     | 18 aprilie 2011 | Island Records  | descărcare digitală | [ 50 ]    |
| Belgia        | 18 aprilie 2011 | Island Records  | descărcare digitală | [ 51 ]    |
| Danemarca     | 18 aprilie 2011 | Island Records  | descărcare digitală | [ 52 ]    |
| Elveția       | 18 aprilie 2011 | Island Records  | descărcare digitală | [ 53 ]    |
| Finlanda      | 18 aprilie 2011 | Island Records  | descărcare digitală | [ 54 ]    |
| Franța        | 18 aprilie 2011 | Island Records  | descărcare digitală | [ 55 ]    |
| Italia        | 18 aprilie 2011 | Island Records  | descărcare digitală | [ 56 ]    |
| Norvegia      | 18 aprilie 2011 | Island Records  | descărcare digitală | [ 57 ]    |
| Noua Zeelandă | 18 aprilie 2011 | Island Records  | descărcare digitală | [ 58 ]    |
| Olanda        | 18 aprilie 2011 | Island Records  | descărcare digitală | [ 59 ]    |
| Portugalia    | 18 aprilie 2011 | Island Records  | descărcare digitală | [ 60 ]    |
| Spania        | 18 aprilie 2011 | Island Records  | descărcare digitală | [ 61 ]    |
| Suedia        | 18 aprilie 2011 | Island Records  | descărcare digitală | [ 62 ]    |
| Canada        | 19 aprilie 2011 | Island Records  | descărcare digitală | [ 63 ]    |
| Mexic         | 19 aprilie 2011 | Island Records  | descărcare digitală | [ 64 ]    |